# Дельтоподібний м'яз
Дельтоподібний м'яз (лат. musculus deltoideus) — в анатомії людини — поверхневий м'яз плечового пояса, утворює його зовнішній контур. Бере участь у згинанні і розгинанні плеча, відведенні руки в сторону. Назва «дельтоподібний» походить від схожості форми м'яза з грецькою буквою Δ (дельта).

## В анатомії людини
Анатомічно в дельтоподібному м'язі виділяють три пучки:
- Передній;
- Середній (бічний)
- Задній.

Однак, за результатами електроміографічних досліджень, в ньому можна виділити як мінімум сім груп волокон, що функціонують незалежно один від одного..